# Douglas Vieria
Douglas Vieira (né le 17 juin 1960) est un judoka brésilien. Il participe aux Jeux olympiques d'été de 1984 dans la catégorie des poids mi-lourds et remporte la médaille d'argent.

## Palmarès

### Jeux olympiques
- Jeux olympiques de 1984 à Los Angeles,  États-Unis
  -  Médaille d'argent